# Gaetano Cicognani
Gaetano Cicognani (ur. 26 listopada 1881 w Brisighella, zm. 5 lutego 1962 w Rzymie) – włoski duchowny katolicki, dyplomata, kardynał.
We wczesnym dzieciństwie stracił ojca. Jego jedynym bratem był Amleto Giovanni Cicognani, również kardynał i przyszły dziekan kolegium kardynalskiego. Święcenia kapłańskie otrzymał 24 września 1904 w rodzinnej diecezji Faenza. W latach 1904–1915 podjął dalsze studia. Był następnie pracownikiem Roty Rzymskiej, Sygnatury Apostolskiej i Sekretariatu Stanu. Wykładał też w seminarium rzymskim. Od 1916 sekretarz nuncjatury w Hiszpanii. W tym samym roku otrzymał godność szambelana Jego Świątobliwości. Od 1920 był audytorem nuncjatury w Belgii.
11 stycznia 1925 mianowany tytularnym arcybiskupem Ancira. Dzień wcześniej został ogłoszony nuncjuszem w Boliwii. Sakry w dniu 1 lutego udzielił kardynał Pietro Gasparri, Sekretarz Stanu Stolicy Apostolskiej. W kolejnych latach był przenoszony na placówki dyplomatyczne w Peru, Austrii i Hiszpanii. W roku 1953 podniesiony do rangi kardynalskiej. W grudniu tego samego roku został prefektem Świętej Kongregacji Obrzędów. Rok później mianowany prefektem Najwyższego Trybunału Sygnatury Apostolskiej. Zrezygnował z tej funkcji w 1959 roku. Brał udział w konklawe 1958. W grudniu 1959 włączony do grona kardynałów-biskupów.
Zmarł na zawał serca po przebytej, przedłużającej się grypie. Pochowany został w Faenzy.